# Parallelia medioobscura
Parallelia medioobscura là một loài bướm đêm trong họ Erebidae.